# Emil Evers (Pianist)
Emil Evers (eigentlich Ferdinand Bernardus; * 17. Januar 1861 in Hildesheim; † 1. Dezember 1934 in Hannover) war ein deutscher Pianist, Musikpädagoge und Komponist.

## Leben
Evers war aufgrund seiner pianistischen Fähigkeiten sowohl als Solist als auch als Begleiter von Aufführungen „sehr geschätzt.“
Dem 1891 von den hannoverschen Opernorchester-Musikern Otto Riller, Bruno Meuche, Friedrich Rammelt und Ludwig Püschel konstituierten Riller-Quartett, das sich schon zwei Jahre zuvor gebildet hatte, gesellte sich Evers von Fall zu Fall als Pianist zu, um Kammermusik aufzuführen.
Emil Evers wirkte als Komponist und Pianist in Bückeburg an der dortigen Hofkapelle. Der seinerzeitige Fürst von Schaumburg-Lippe ernannte Evers zu seinem Hofpianisten.
1897 gründete Evers gemeinsam mit dem Bariton Hermann Brune und dem Klavierpädagogen Karl Leimer in der Akazienstraße 1 in Hannover ein anfänglich privates Konservatorium, aus dem sich später die Hochschule für Musik, Theater und Medien Hannover (HMTMH) entwickelte.

## Schüler
- Nach 1895: Else Gertrud Ida Sophia Wagener (* 10. April 1882 in Berlin)[3]
- 1923–1926: Wally Maria Lichner[7]
- 1924–1926: Hermann Fürchtenicht[7]